# Колешчатовка
Колешчатовка (на руски: Колещатовка) е село в Кантемировски район на Воронежка област на Русия, намиращо се на 18 km от Бугаевка.
Влиза в състава на селището от селски тип Бугаевское.
Най-южното населено място на областта.

## География

### Улици
- ул. Ленин,
- ул. Южная.

## История
Селото възниква в края на 1760-те години. Основано е от селянина от Бугаевка Михаил Колешчатий. От неговото име получава и названието си. През 1774 г. има 34 къщи.
По данни от 2010 г., в Колешчатовка живеят 308 души.

## Население
| 2010 |
| ---- |
| 308  |